# Opogona stereodyta
Opogona stereodyta là một loài bướm đêm thuộc họ Tineidae. Nó được tìm thấy ở miền nam Úc.

## Hình ảnh

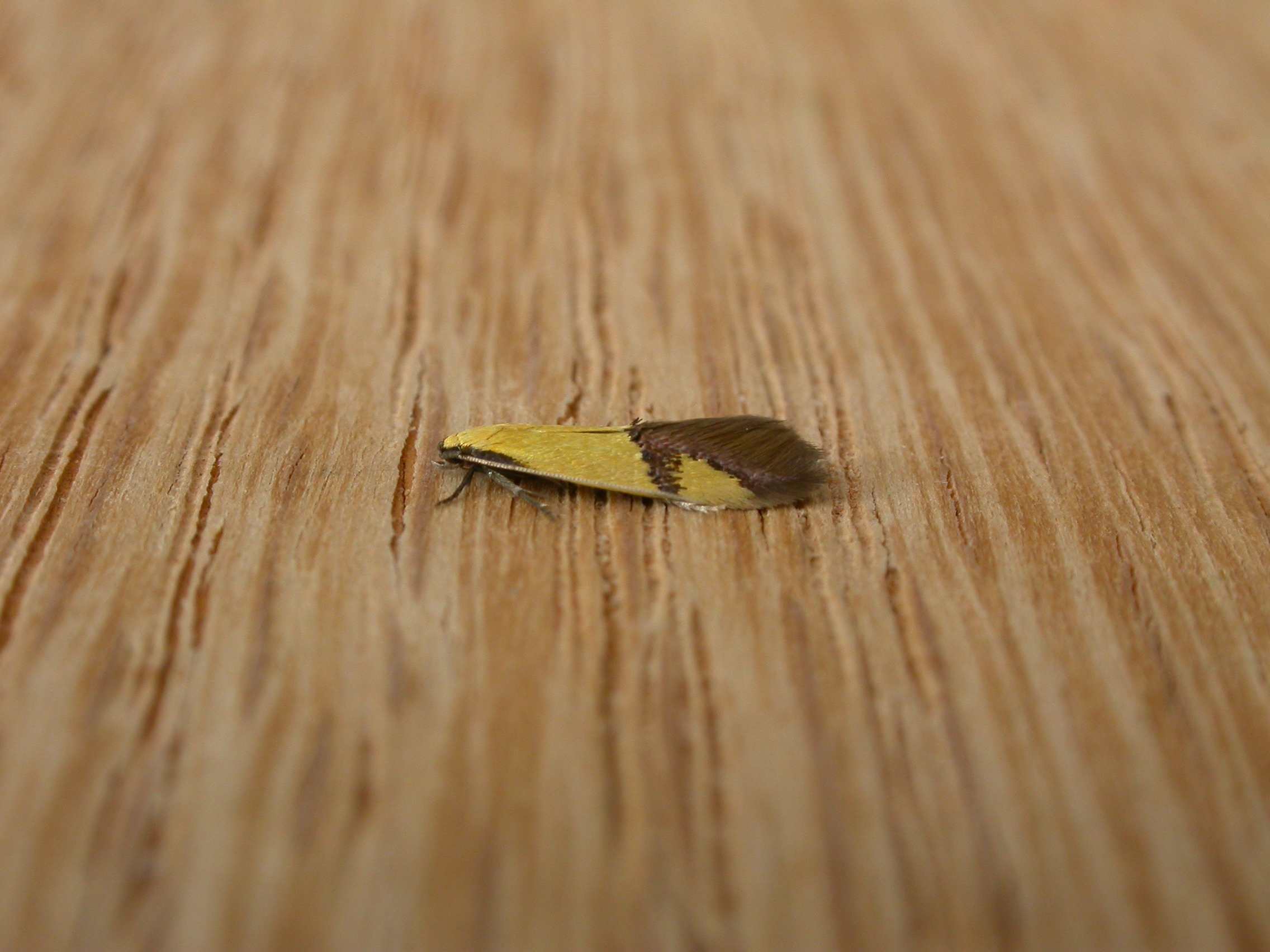